# Dasyurus spartacus
El cuol de bronce (Dasyurus spartacus) es una especie de marsupial dasiuromorfo de la familia Dasyuridae endémica de Nueva Guinea.

## Hábitat y distribución
Esta rara especie sólo ha sido descrita en las llanuras del Trans-Fly (llamadas así por el río Fly), en Papúa Nueva Guinea. Fue descubierta a principios de los 70, cuando se recolectaron cinco especímenes, y fue descrita en 1987, cuando el Dr. Stephen Van Dyck, del Museo de Queensland, los examinó y reconoció la especie.
Muy poco se sabe de ella: previamente se pensó que era una población aislada de Dasyurus geoffroii.

## Faneróptica y anatomía
Pesa entre 0,9 y 1,1 kg y mide de 30 a 38 cm de longitud más una cola de 24 a 29 cm.

## Estado de conservación
Clasificación UICN: Casi amenazado.